# وولفن
وولفن (به آلمانی: Wulfen) یک منطقهٔ مسکونی در آلمان است که در اوشترنینبورگر لاند واقع شده‌است. وولفن ۱٬۱۷۱ نفر جمعیت دارد.